# ジュニアそれいゆ
ジュニアそれいゆはかつて存在した日本のティーンエイジャー向け雑誌である。
中原淳一が1954年（昭和29年）7月に刊行を開始した雑誌。1960年（昭和35年）10月号まで、34冊が刊行された。なお、創刊に先立ち雑誌『ひまわり』の後継誌として、1953年（昭和28年）3月および8月に『それいゆ』の臨時増刊（ジュニア号）として刊行された。

## 創刊の経緯
1947年から刊行されていた『ひまわり』が、中原淳一の渡仏（1951年〜1952年）に伴う発行部数減により1952年12月で廃刊したことで、少女向けの啓蒙誌が無くなってしまう。また、ひまわり社の経営悪化もあり、『ひまわり』からイメージを変え、『それいゆ』のジュニア版として新たに発行することにした。

## コンセプト
「十代の生活に、夢とあこがれをこめ、新鮮で知性豊かないろどりをそえる」

## 誌面
『ひまわり』と同様にファッションやインテリアはもとより、小説、絵物語、手芸、美容など多岐にわたる。
毎年読者から「ミスター＆ミス・ジュニアそれいゆ」を選出し、これは芸能界や映画界の入口ともなった。また、誌面に登場する芸能人はひとつのステイタスとなった。

## 廃刊
1960年夏、仕事中に心臓発作に襲われ入院。医師から5年の安静と仕事禁止を言い渡され、10月号でやむなく廃刊となった。（同時に『それいゆ』も秋の号（8月刊）で廃刊）